# Eccymatoge fulvida
Eccymatoge fulvida es una especie de polilla de la familia Geometridae. La especie fue descrita por primera vez por Alfred Jefferis Turner habiendo sido descrita en 1907. Es una de más de 1300 especies de geométridos con distribución en Australia. El sintipo de la especie fue descrita en los alrededores de Brisbane, Queensland. Es una polilla mediana con una envergadura de 27 a 34 milímetros (1,1 a 1,3 plg).